# Hrabstwo Itasca

Piramida wieku hrabstwa

Hrabstwo Itasca ze stolicą w mieście Grand Rapids, leży w północnej części stanu Minnesota, USA. Populacja liczy 43 992 osoby, w tym znaczną większość stanowią biali (94.64%)

## Historia
Hrabstwo (oryginalnie znacznie większe od obecnego) zostało utworzone w roku 1849 podczas reorganizacji Terytorium Minnesota, zastępując Hrabstwo La Pointe.

## Warunki naturalne
Hrabstwo Itasca rozciąga się na obszarze 7583 km² (2 928 mi²), w skład którego wchodzi 6903 km² (2665 mi²) lądu oraz 680 km² (263 mi²) wód. Na obszarze tym znajdują się dwa rezerwaty Indian: Bois Forte i Leech Lake. Itasca graniczy z 5 hrabstwami:
- Hrabstwo Koochiching (północ)
- Hrabstwo St. Louis (wschód)
- Hrabstwo Aitkin (południe)
- Hrabstwo Cass (południowy zachód)
- Hrabstwo Beltrami (zachód)

### Główne szlaki drogowe
| - U.S. Highway 2 - U.S. Highway 71 - U.S. Highway 169 - Minnesota State Highway 1 - Minnesota State Highway 6 | - Minnesota State Highway 38 - Minnesota State Highway 46 - Minnesota State Highway 65 - Minnesota State Highway 286 |

## Demografia
Według spisu z 2000 roku hrabstwo zamieszkuje 43 992 osób, które tworzą 17 789 gospodarstw domowych oraz 12 381 rodzin. Gęstość zaludnienia wynosi 6 osób/km². Na terenie hrabstwa jest 24 528 budynków mieszkalnych o częstości występowania wynoszącej 4 budynki/km². Hrabstwo zamieszkuje 94,64% ludności białej, 0,16% ludności czarnej, 3,4% rdzennych mieszkańców Ameryki, 0,27% Azjatów, 0,02% mieszkańców Pacyfiku, 0,16% ludności innej rasy oraz 1,34% ludności wywodzącej się z dwóch lub więcej ras, 0,6% ludności to Hiszpanie, Latynosi lub inni. Pochodzenia niemieckiego jest 25,6% mieszkańców, 13,8% norweskiego, 7,7% fińskiego, 7,2% szwedzkiego, a 6,2% irlandzkiego.
W hrabstwie znajduje się 17 789 gospodarstw domowych, w których 29,2% stanowią dzieci poniżej 18. roku życia mieszkający z rodzicami, 58,3% małżeństwa mieszkające wspólnie, 7,6% stanowią samotne matki oraz 30,4% to osoby nie posiadające rodziny. 26% wszystkich gospodarstw domowych składa się z jednej osoby oraz 12,2% żyją samotnie i jest powyżej 65. roku życia. Średnia wielkość gospodarstwa domowego wynosi 2,43 osoby, a rodziny 2,91 osoby.
Przedział wiekowy populacji hrabstwa kształtuje się następująco: 24,4% osób poniżej 18. roku życia, 7,6% pomiędzy 18. a 24. rokiem życia, 24,4% pomiędzy 25. a 44. rokiem życia, 26,7% pomiędzy 45. a 64. rokiem życia oraz 16,8% osób powyżej 65. roku życia. Średni wiek populacji wynosi 41 lat. Na każde 100 kobiet przypada 99,7 mężczyzn. Na każde 100 kobiet powyżej 18. roku życia przypada 98,2 mężczyzn.
Średni dochód dla gospodarstwa domowego wynosi 36 234 dolarów, a średni dochód dla rodziny wynosi 44 025 dolarów. Mężczyźni osiągają średni dochód w wysokości 37 066 dolarów, a kobiety 22 327 dolarów. Średni dochód na osobę w hrabstwie wynosi 17 717 dolarów. Około 7,7% rodzin oraz 10,6% ludności żyje poniżej minimum socjalnego, z tego 13,6% poniżej 18 roku życia oraz 8,8% powyżej 65. roku życia.

## Miasta
- Bigfork
- Bovey
- Calumet
- Cohasset
- Coleraine
- Deer River
- Effie
- Grand Rapids
- Keewatin
- La Prairie
- Marble
- Nashwauk
- Squaw Lake
- Taconite
- Warba
- Zemple

## CDP
- Ball Club
- Inger